# 井上由久
井上 由久（いのうえ よしひさ、1971年1月7日 - ）は、日本の男性空手家、キックボクサー。愛媛県出身。武勇会所属。元マーシャルアーツ日本キックボクシング連盟ランカー。武勇会四国中央支部長。健康運動指導士。

## 来歴
2007年12月31日、K-1 PREMIUM 2007 Dynamite!!でK-1デビュー。立川隆史と対戦し、1Rに右ローキックで3度ダウンを奪われKO負け。

## 戦績
| キックボクシング 戦績 | キックボクシング 戦績 | キックボクシング 戦績 | キックボクシング 戦績 | キックボクシング 戦績 | キックボクシング 戦績 | キックボクシング 戦績 |
| --------------------- | --------------------- | --------------------- | --------------------- | --------------------- | --------------------- | --------------------- |
| 4 試合                | (T)KO                 | 判定                  | その他                | 引き分け              | 無効試合              |                       |
| 0 勝                  | 0                     | 0                     | 0                     | 1                     | 0                     |                       |
| 3 敗                  | 3                     | 0                     | 0                     | 1                     | 0                     |                       |

| 勝敗 | 対戦相手 | 試合結果                   | 大会名                                       | 開催年月日     |
| ×    | 立川隆史 | 1R 1:43 KO（右ローキック） | K-1 PREMIUM 2007 Dynamite!!                  | 2007年12月31日 |
| △    | 高橋敏博 | 3R終了 判定1-0             | 四国決戦Vol.6                                | 2005年7月3日   |
| ×    | 馬場伸孝 | 2R 0:48 KO                 | SPIRIT                                       | 2002年9月28日  |
| ×    | 馬場伸孝 | 1R 1:57 KO（右ストレート） | キックボクシングフェスティバル 松山大会Vol.3 | 2002年6月23日  |

## 獲得タイトル
- 全日本アマチュアボクシング愛媛代表
- 2004年西日本グローブ空手優勝
- 2004年全日本グローブ空手準優勝